# 桐山照史
桐山照史（日语：／ Kiriyama Akito，1989年8月31日—），是日本偶像、演員。大阪府東大阪市出身，經紀公司為傑尼斯事務所。2014年4月作為偶像團體「Johnny's WEST」的成員之一出道。

## 略歷
- 2002年7月13日加入傑尼斯事務所。
- 2007年10月7日為了「NEWS FIRST CONCERT 2007 in Taipei」演唱會，隨NEWS成員及傑尼斯Jr.們一同來台北。
- 2008年以倉木悟一角演出日本電視台戲劇「極道鮮師3」。
- 2008年7月5日、與中間淳太及高木雄也以「GOKUSEN三人組」名義來台參加第19屆金曲獎，擔任表演嘉賓及頒獎人。
- 2010年首次出演月9劇，在「流星」中飾演澤村涼太一角。爾後開始有更多戲劇的表現。
- 2013年12月31日在johnny's countdown上宣布作為「ジャニーズWEST4」CD出道。
- 2014年2月5日在主演的舞台劇『なにわ侍 東京見参!!』上發表團體更名為「Johnny's WEST」於同年4月正式出道。
- 2023年12月25日，開設個人Instagram。
- 2025年1月3日，宣布與排球選手狩野舞子結婚。

## 參加團體
- B.A.D.（2003年12月20日～2014年1月1日）
- 髙木雄也と中間たち（2008年4月18日、僅限音樂電視節目《Music Station》）
- ジャニーズWEST4（2014年1月1日-2014年2月5日）
- Johnny's WEST (2014年4月23日～現在)

## Solo曲
- winter lover（2007年）
- 桜道（2008年）
- 5W1H（2009年）
- 一歩…（2014年）

## 演出

### 電視劇
- 《極道鮮師3》飾演 倉木悟（2008年4月19日～6月28日、日本電視台）
- 《DRAMATIC-J B.A.D.的兩人》 飾演 桐山タカ（2008年9月15日 ‧ 22日、關西電視台）
- 《極道鮮師3 畢業特別篇》飾演 倉木悟（2009年3月28日、日本電視台）
- 《DRAMATIC-J 未來在我們的手中》飾演 深見恭平（2009年7月9日・16日・23日、關西電視台）
- 《無人知曉的J學園 ─ 學校的階梯》飾演 武田幸（2010年4月28日、關西電視台）
- 《流星（流れ星）》飾演 澤村涼太（2010年10月18日～12月20日、富士電視台）
- 《新春歷史特別劇・知られざる幕末の志士 山田顯義物語》飾演 高杉晉作（2012年1月2日、毎日放送）
- 《Dirty Mama! 第6話》飾演 畠山穰（2012年2月15日、日本電視台）
- 《上鎖的房間 第6集》飾演 井岡祐樹（2012年5月21日、富士電視台）
- 《逝愛（Shinikare／シニカレ）》 飾演 如月弘樹 （2012年5月28日、NOTTV）
- 《深夜的麵包店》：飾演 柳弘基（2013年4月28日－6月16日，NHK BS Premium）
- 《20歲和1隻狗》飾演 谷本空雄（2015年1月17日、NHK電視台）
- 《阿淺》飾演 白岡榮三郎（2015年9月28日－2016年4月2日、NHK電視台）
- 《期待度零的新進員工》飾演 人見將吾（2016年7月17日—2016年9月15日）
- 《激辛道》主演 猿川健太（2021年1月7日－3月25日、東京電視台）
- 《逃亡醫F》飾演 長谷川輝彦（2022年1月15日－3月19日、日本電視台）
- 《激辛道 第二季》主演 猿川健太（2023年4月7日－6月23日、東京電視台）

### 電影
- 《極道鮮師 電影版》飾演   倉木悟（2009年）
- 《關西傑尼斯Jr.之京都太秦行進曲》飾演 佐山輝之進（2013年）

### 綜藝節目
- ほんじゃに!（2007年、關西電視台・BS富士）
- 関ジャニ∞のジャニ勉（2007年～、關西電視台・BS富士）
- あっぷ&UP!（2009年～、關西電視台）

### 演唱會
- ごくせん・バッテリ－大阪凱旋コンサート（2008年9月1日～9月10日）
- SUMMARY 2008（2008年8月2日）
- 内博貴 年末年始 Rockな仲間たち大集合!（2008年12月19日・20日・21日・2009年1月2日・3日・4日、橫濱Arena・大阪城Hall）
- ウシシもぅ大変!東西ドーム10万人集結!!年越しジャニーズ生歌合戦（2008年12月31日～2009年1月1日）
- 春休み all 関西ジャニーズJr. in 大阪城ホール with 中山優馬（2010年3月28日・29日、大阪城ホール）
- 関西ジャニーズJr.2010 夏休みだよ!全員集合!! in 大阪城ホール（2010年7月28日-29日）
- X'masコンサートin大阪松竹座 B.B.V.公演（2010年12月7日～25日）
- あけましておめでとうコンサート2011（2011年1月2日～3日）
- 関西ジャニーズJr. with 中山優馬　2011春（2011年3月5日～5月29日）
- 関西ジャニーズJr.X'masコンサート2011　B.A.D. 濵田崇裕 with Veteran公演（2011年12月5日～22日）
- Johnnys' countdown 2011-2012(2011年12月31日～2012年1月1日、東京巨蛋)
- 関西ジャニーズJr. あけましておめでとうコンサート 2012（2012年1月2日～3日、大阪城Hall）
- 関西ジャニーズJr. 春休みスペシャルコンサート2012（2012年3月24日～4月5日、大阪松竹座）
- ジャニーズ銀座 Youの前にはMeがいる！（2012年5月26日～28日、日比谷シアタークリエ）

### 舞台劇
- Tough Weeds 光の射す方へ（2009年8月2日～27日、大阪松竹座）
- 少年たち 〜格子なき牢獄〜（2010年8月3日～28日、大阪松竹座）
- ビューティフル・サンデイ（2012年2月～3月　ル テアトル銀座 等）
- 4・5月滝沢秀明公演 滝沢歌舞伎 2012（2012年4月8日 - 5月6日、日生劇場）

## 相關項目
- 中間淳太

## 外部連結
- 桐山照史的Instagram帳戶（日語）
- 桐山照史在互联网电影资料库（IMDb）上的資料（英文）